# Adriany János
Adriany János (Poprádfelka, 1799. április 17. – Miskolc, 1871. március 19.) bányamérnök.

## Életpályája
1823–1826 között a Selmeci Akadémia diákja volt. 1826-tól gyakornok volt; gépészként és főgépészként dolgozott. 1835–1841 között mint helyettes matematika-fizika-mechanika tanár vezette a Selmeci Akadémia matematikai tanszékét. 1838-ban Szélaknán volt gépészeti felügyelő. 1844–1847 között ideiglenes tanárként, 1847–1851 között kinevezett tanárként vezette a bányaművelés-bányamérés-bányagéptan tanszéket. 1848-ban nemzetőrként harcolt. 1849-től a selmeci bányakerület főbányagondnok lett. 1849–1850 között a bécsi minisztérium felfüggesztette munkájából. 1851–1867 között a szomolnoki bányakerület főnöke; a borsodi szénbányászat megindulásánál segédkezett.
Az általa szerkesztett szivattyú ismertté tette nevét külföldön is. Róla nevezték el a borsodi szénelőfordulás egyik telepét.